# Burg Rychleby
Burg Rychleby (deutsch Burg Reichernstein; tschechisch Rychlebský hrad) ist ein historisch nicht belegter Name der Ruine einer Spornburg im Katastergebiet von Javorník (deutsch Jauernig) in der Region Olmütz in Tschechien. Der Burgname bezieht sich auf das Reichensteiner Gebirge, in dem die Reste der Burg liegen.

## Geschichte
Die Burg wurde hoch über dem linken Ufer des Račí potok (Krebsbach) auf einem Felsvorsprung des Přílbový vrch (Helmberg) in einer Höhe von etwa 425 Metern über dem Meeresspiegel errichtet. Am gegenüberliegenden Ufer des Krebsbaches befinden sich die Überreste des sogenannten Pustý zámek (Ödschloss), das lediglich eine hölzerne Konstruktion war. Die Beziehung zur Burg Rychleby ist nicht bekannt.
Die archäologischen Funde der Burg stammen aus dem späten 13. oder frühen 14. Jahrhundert. Die Burg, die schrittweise erweitert wurde, diente vermutlich der Bewachung bzw. Verteidigung der Grenze zwischen dem böhmischen Glatzer Land und dem zu Schlesien gehörenden Fürstentum Neisse. Der Grundriss der Kernburg war oval mit den Maßen 41 × 27,5 m, wobei sich ein massiver Bergfried von 10,25 m Durchmesser innerhalb des Mauerrings befand. Die Anlage ähnelt den Burgen von Friedeberg, Kolštejn, und evtl. auch Kaltenstein. Sie war von Südosten durch einen steilen Hang geschützt und an den anderen Seiten von Burggraben und Wall umgeben. Der Zugang führte von Nordosten, anfangs vermutlich über ein Tor direkt unterhalb des Bergfrieds. Später wurde ein Zwinger errichtet.
Aufgrund zahlreicher archäologischer Waffenfunde und Brandspuren wird vermutet, dass die Burg im 15. Jahrhundert aufgegeben wurde. Möglicherweise im Frühjahr 1428, als die Hussiten gegen den Breslauer Bischof Konrad von Oels ins Feld zogen.